# Benkies Meulen
Benkies Meulen, Beentjes Meulen of le Benkies Mille is een gehucht op de grens van de Franse gemeenten Warrem en Hooimille. Het oostelijk deel van het gehucht ligt op het grondgebied van Warrem, ruim anderhalve kilometer ten noordwesten van het dorpscentrum. Het westelijk deel van het gehucht ligt op het grondgebied van Hooimille, een kilometer ten oosten van het dorpscentrum.
Het gehucht wordt van west naar oost doorsneden door de Kolme (Canal de la Basse Colme).

## Geschiedenis
Op deze plaats bevond zich in de tijd van de Spaanse Nederlanden een fort nabij de Kolme. In 1646 trok een leger onder leiding van de Franse maarschalk de Gassion vanuit Ieper naar Sint-Winoksbergen en Duinkerke. De oversteek van de Kolme werd bemoeilijkt door het kanon van Beenties Meulen. De Fransen konden het fort innemen en bezetten het tot 1652. Het kwam weer in Spaanse handen, tot in 1657 de Fransen nogmaals het fort innamen. Bij de Vrede van de Pyreneeën in 1659 ging het nogmaals naar Spanje, tot het bij de Vrede van Aken in 1668 definitief naar Frankrijk ging.. Het fort werd sindsdien vernietigd.
De 18de-eeuwse Cassinikaart toont nog de locatie van het fort, met de naam F. de Beenties meullen. De 19de-eeuwse Carte de l'état-major vermeldt hier het fort Fort bientis en een molen Moulin bientis.